# Ihara Yasuhide
Yasuhide Ihara (sinh ngày 8 tháng 3 năm 1973) là một cầu thủ bóng đá người Nhật Bản.

## Sự nghiệp câu lạc bộ
Yasuhide Ihara đã từng chơi cho NKK, Kyoto Purple Sanga, Sagan Tosu và Shonan Bellmare.